# 松浦インターチェンジ
松浦インターチェンジ（まつうらインターチェンジ）は、長崎県松浦市志佐町浦免にある西九州自動車道（伊万里松浦道路・松浦佐々道路）のインターチェンジである。

## 道路
- E35 西九州自動車道（伊万里松浦道路・松浦佐々道路）

## 接続する道路
- 国道204号（松浦バイパス）

## 歴史
- 2017年（平成29年）6月16日 : IC名称が「松浦IC」で正式決定[1]。
- 2018年（平成30年）12月15日 : 調川IC - 松浦IC間開通に伴い、供用開始[2]。
- 2025年（令和7年）度 : 松浦IC - 平戸IC間開通予定[3]。

## 周辺
- ニッチツ 松浦工場
- 道の駅松浦海のふるさと館
- 松浦市文化会館

## 隣
E35 西九州自動車道（伊万里松浦道路・松浦佐々道路）
調川IC - 松浦IC - 平戸IC（事業中）